# Liste der Monuments historiques in Baulay
Die Liste der Monuments historiques in Baulay führt die Monuments historiques in der französischen Gemeinde Baulay auf.

## Liste der Objekte
| Bezeichnung                                | Beschreibung                                                                 | Standort                           | Kennzeichnung | Schutzstatus | Datum | Bild |
| ------------------------------------------ | ---------------------------------------------------------------------------- | ---------------------------------- | ------------- | ------------ | ----- | ---- |
| Kelch                                      | Kupfer, versilbert, Silber, 18. Jahrhundert                                  | in der Kirche St-Barthélemy (Lage) | PM70000099    | Classé       | 1966  |      |
| Statuenreliquiar des heiligen Bartholomäus | Kupfer, Silber, Mitte des 17. Jahrhunderts, Bildhauer Antoine-François Nayme | in der Kirche St-Barthélemy (Lage) | PM70000100    | Classé       | 1966  |      |
| Hauptaltar                                 | Altartisch, Retabel und Skulptur; Holz, 1677 und 19. Jahrhundert             | in der Kapelle St-Thiébaud (Lage)  | PM70000101    | Classé       | 1977  |      |